# Emsetal
Emsetal este o comună din landul Turingia, Germania.